# Halbstarker
Halbstarker ist ein Ausdruck aus dem deutschsprachigen Raum, der in den 1950er Jahren, umgangssprachlich abwertend, vor allem in den Medien für aggressiv auftretende Jugendliche – meist männlich und aus der Arbeiterklasse stammend – geprägt wurde. Mit dem Begriff wurden u. a. Rowdytum und Krawalle, aber auch ein bestimmtes, von Rock ’n’ Roll beeinflusstes Äußeres assoziiert. Zeitweise bezeichnete man damit auch (männliche) Jugendliche generell.

## Halbstarke in den 1950ern

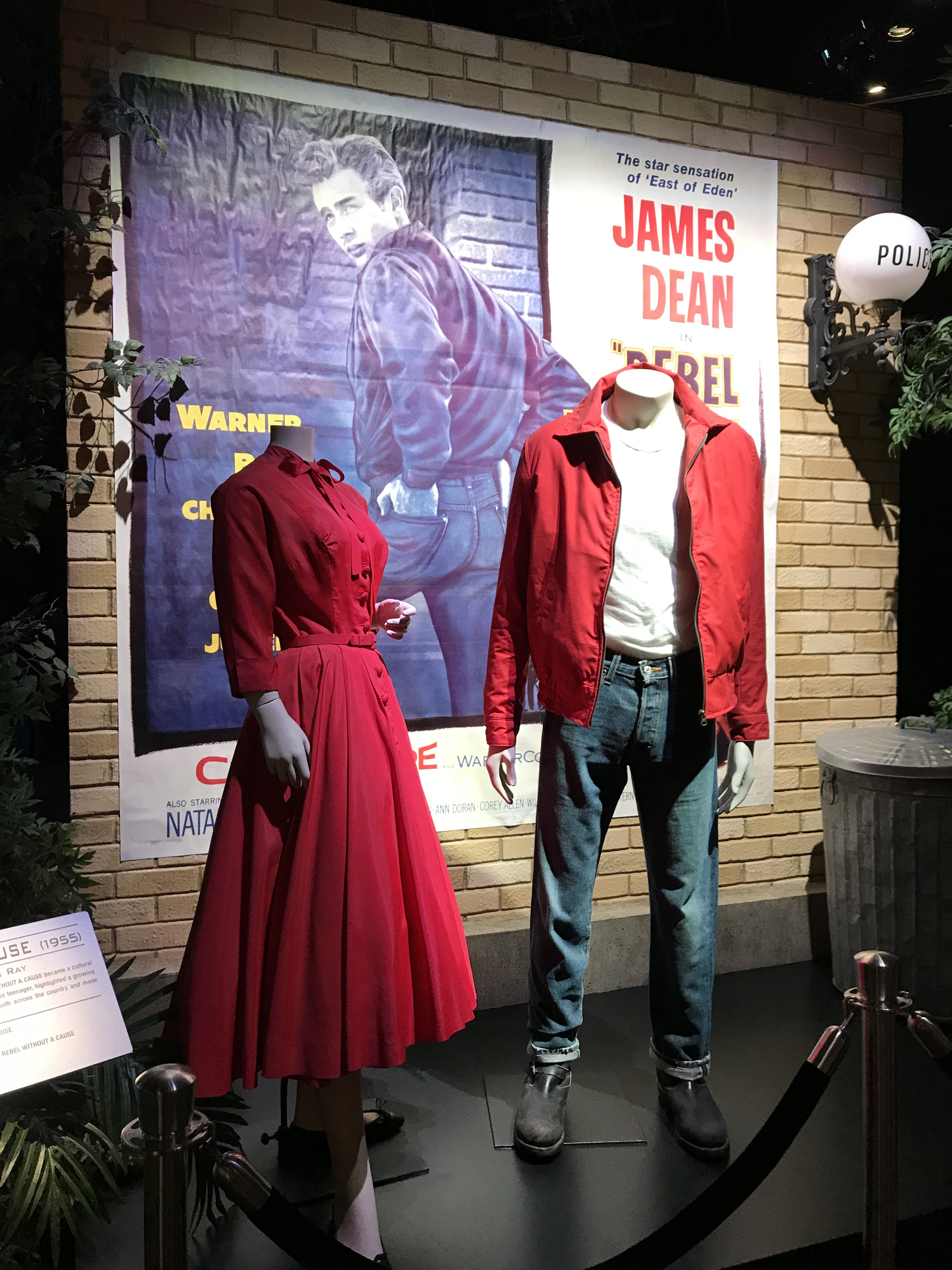
Jacke von James Dean und Filmplakat von …denn sie wissen nicht, was sie tun (1955)

Die Halbstarken der 1950er-Jahre orientierten sich als frühe popkulturell inspirierte Subkultur modisch und in ihrem Habitus an jungen Darstellern aus US-amerikanischen Filmen wie etwa James Dean in … denn sie wissen nicht, was sie tun und Marlon Brando in Der Wilde und den Stars des damals populären Rock ’n’ Rolls. Im Nachkriegsdeutschland wurden Karin Baal und Horst Buchholz mit dem Film Die Halbstarken zu Idolen der Jugend. Noch 1965 griff der erfolgreiche deutschsprachige Song Halbstark der Gruppe The Yankees das Thema auf. Die Band spielte den Song oft nach ihrem Fernsehauftritt in der ersten Sendung des Beat-Club.
Die Halbstarken trugen häufig eine Haartolle, Jeans („Nietenhosen“), karierte Hemden und Lederjacken. Mit ihrem Erscheinungsbild grenzten sie sich bewusst von der damals vorherrschenden deutschen Jugendkultur ab. Beliebt waren Mopeds und Motorräder, mit denen sie – ähnlich wie ihre Vorbilder in amerikanischen Filmen – als „Banden“ durch die Gegend fuhren, denn im sogenannten Wirtschaftswunder Westdeutschlands standen erstmals Jugendlichen und Heranwachsenden nennenswerte Geldmittel für den Freizeitkonsum zur Verfügung. Halbstarke verbrachten mangels Alternativen ihre Freizeit häufig im Freien. Sie trafen sich in Gruppen an Straßenecken, in Parks oder auf öffentlichen Plätzen, konsumierten dort große Mengen Alkohol und verwickelten sich des Öfteren in Schlägereien. Dies wurde von vielen ihrer erwachsenen Zeitgenossen nicht gerne gesehen und in der Presse, insbesondere in Medien der Axel Springer AG, kritisiert.
Der Rock ’n’ Roll bot im Gegensatz zu der zur gleichen Zeit populären Schlagermusik mit seinen revolutionären Klängen und Rhythmen ein Ventil für die Ängste und Emotionen der Jugendlichen. Die Ablehnung des Rock ’n’ Roll und seiner Interpreten durch breite Bevölkerungsschichten verstärkte diesen Effekt wahrscheinlich.

„Die Halbstarken waren (...) die erste Generation, die sich weltweit identisch unter den Zeichen einer neuen Zeit formierte. Ihre an technischen Innovationen orientierte Kultur erhob den Rhythmus und die Geschwindigkeit zum Paradigma. Nachfolgende Generationen praktizieren unter Namen wie Mods, Rocker oder Punks nur Variationen dieses erstmals in den 1950er Jahren verbreiteten, transnationalen Identitätskonzeptes im Namen des Pop. Es spricht somit einiges für die These, dass die Popkultur mit den Halbstarken erst richtig begann.“

Diesen zugewiesenen Begriff bringt der Soziologe Helmut Schelsky in seinem Buch Die skeptische Generation 1957 auf den Punkt: 

„in dieses aus publizistischen Gründen aufgeblasene Schlagwort ist von der Jugendkriminalität über die Jugendverwahrlosung, von Jugendstreichen und -flegeleien bis zu dem Konsumrowdytum gelegentlicher Alkoholexzesse, von den Jazzfans und Beboptänzern bis zu den Motorradrasereien und den Krawallen und Aufläufen so ziemlich alles hineingestopft worden, was den Erwachsenen als ‚Notstand‘ oder wenigstens als unerfreulich, wenn nicht nur unverständlich an der Jugend wieder einmal auffiel.“

## Halbstarkenkrawalle
Erste Halbstarken-Krawalle entluden sich nach Konzerten oder Filmvorführungen, die auch später noch oft der „Anlass“ waren. So zogen am 30. Dezember 1956 im Anschluss an eine Vorführung des Films Außer Rand und Band (mit Bill Haley) im damaligen Dortmunder Kino „Capitol“ rund 4000 Jugendliche randalierend durch die Dortmunder Innenstadt, belästigten Passanten und lieferten sich Auseinandersetzungen mit der Polizei. Großkrawalle fanden besonders von 1956 bis 1958 statt. Häufig wurde das Mobiliar der Kino- und Konzertsäle dabei vollständig zerstört, was zu scharfen Diskussionen in den Medien und der Politik führte.
Auf besonderes Unverständnis stieß dabei die anscheinende Sinn- und Ziellosigkeit der Krawalle. Als Hauptschuldige für diese Entwicklung wurde häufig die amerikanische Popkultur genannt.
Heute werden die Krawalle, aber auch allgemein das Phänomen Halbstarke, häufig als Protest gegen die damalige, von den Jugendlichen selber als streng und trostlos empfundene Gesellschaft und ihre Autoritäten verstanden, auch wenn dieser Protest auf keinen Fall politisch motiviert und organisiert war. Der Begriff „Halbstarker“ ist heute allerdings unüblich beziehungsweise unmodern.

## Dokumentation
Das Leben der Halbstarken in der Schweiz wurde seit 1958 namentlich vom Zürcher Fotografen Karlheinz Weinberger dokumentiert. Seine Fotos werden heute von Museen gesammelt, da Weinberger einer der wenigen Fotografen war, die damals Zugang zu dieser Jugendbewegung erhielten.